# Масова свідомість
Ма́сова свідо́мість — один із видів суспільної свідомості, конкретна форма її реалізації. Особливий, специфічний вид суспільної свідомості, властивий значним неструктурованим множинам людей. Працює як на груповому, так і на індивідуальному рівні. Характеризується збігом у певну мить і за певних умов основних компонентів свідомості великої кількості різних суспільних груп (великих і малих). У масовій свідомості, дістають відбиття знання, уявлення, норми, цінності, які поділяють маси і які вироблені в процесі спілкування, спільного сприйняття соціально-політичних реалій, інформації тощо.
Д. Г. Ольшанський визначив основні два типи масової свідомості:
1. Первинний або емоційно-діючий рівень свідомості.
2. Вторинний або раціональний рівень свідомості.

## Властивості масової свідомості
1. «Загальний і актуальний розумовий потенціал» (обсяг всіляких позитивних знань, якими в принципі мають ті чи інші маси і які вони практично використовують у своїй життєдіяльності);
2. «Просторова поширеність» (формат захоплюваної їм маси);
3. темпоральність (стійкість або нестійкість у часі);
4. ступінь зв'язності (суперечливості чи несуперечності);
5. керованість («питома вага» і пропорції, співвідношення вхідних в масову свідомість стихійних і інституціоналізованих форм);
6. рівень розвитку (високий — низький, розвинене — нерозвинене і т. д.);
7. характер вираженості (сильний, середній, слабкий);
8. особливості використовуваних мовних засобів (більш-менш експресивних, що включають суто літературні або, також, і нелітературні компоненти).